# Serawa
Serawa (ou Seraoua, Serewa) est un canton et une localité du Cameroun dans l'arrondissement de Tokombéré, le département du Mayo-Sava et la Région de l'Extrême-Nord, à proximité de la frontière avec le Nigeria. 

## Population
En 1966-1967 la localité comptait 862 habitants, des Mandara et des Zoulgo. À cette date elle disposait d'une école publique à cycle incomplet, d'un marché hebdomadaire régional le dimanche, ainsi que d'un marché de coton et d'un marché d'arachide.
Lors du recensement de 2005, 23 426 personnes ont été dénombrées dans le canton.